# Petasus eucope
Petasus eucope är en nässeldjursart som först beskrevs av Ernst Haeckel 1879.  Petasus eucope ingår i släktet Petasus och familjen Petasidae. Inga underarter finns listade i Catalogue of Life.